# Anna von Haubitz
Anna von Haubitz, eller Anna von Haugwitz, död okänt år (troligen 1572), var frilla till den svenske prinsen hertig Magnus Vasa av Östergötland, Gustav Vasas son. Hon födde dottern Helena, som gifte sig med Wollmar Yxkull och blev anmoder för ätten Yxkull.

## Biografi
Anna von Haubitz är den andra av endast två kända frillor till Magnus. Hon blev Magnus frilla efter att dennes första frilla Valborg Eriksdotter hade gift sig 1567. Om Anna von Haubitz är ingenting känt med undantag av att hon kom från Tyskland. Hennes dotter Helena placerades hos sin faster Elisabet Vasa redan som spädbarn år 1572, i stället för vid tre års ålder, som vanligen var sed i liknande situationer, och Anna von Haubitz tros därför ha dött kort efter förlossningen.